# Johnny Jordaanplein
Johnny Jordaanplein (« Place Johnny Jordaan » en néerlandais) est le nom non officiel d'une placette du quartier du Jordaan d'Amsterdam, aux Pays-Bas. Située sur une partie de l'ancien Elandsgracht, à l'intersection avec le Prinsengracht, elle a été créée dans les années 1970 pour accueillir une station destinée aux « Witcars », projet de voitures électriques imaginées par la municipalité.
Elle a été baptisée en l'honneur du chanteur néerlandais Johannes Hendricus van Musscher, surnommé « Johnny Jordaan », décédé en 1989. À la suite de la mort de ce dernier, des fonds ont été récoltés afin d’ériger une statue à son effigie. À la suite de l'inauguration de la statue à l'extrémité du Elandsgracht en 1991, une pétition fut signée pour baptiser la placette en l'honneur de l'ancien chanteur. Malgré un premier refus de la commission d'attribution des noms de rue, le comité B & W décida finalement de donner suite à cette requête fin 1995.